# L'Essaim
Pour plus de détails, voir Fiche technique et Distribution.
L'Essaim (Рой) est un film soviétique réalisé par Vladimir Khotinenko, sorti en 1990,.

## Fiche technique
- Photographie : Evgeni Grebnev
- Musique : Boris Petrov
- Décors : Valeri Loukinov, Youri Oustinov, Eleonora Semionova
- Montage : Svetlana Tarik